# Petra Verkaik
Petra Charlotte Verkaik (nascida a 4 de Novembro de 1966 em Los Angeles, Califórnia) é uma modelo americana conhecida por suas muitas aparições nas publicações da Playboy. Petra é a mulher mais publicada na história da Playboy com aparições em mais de 70 revistas e edições especiais. Em seu próprio site, ela produziu e actuou em mais de 300 galerias de fotos e dezenas de vídeos.
Petra foi playmate do mês de Dezembro de 1989 depois de ter aparecido na Great Playmate Hunt Special Edition em Fevereiro de 1989.

## Petra Verkaik nas edições especiais da Playboy
- Playboy's Great Playmate Hunt Fevereiro de 1989 - p. 98.
- Playboy's Playmate Review Vol. 6 Julho 1990.
- Playboy's Book of Lingerie Vol. 16 Novembro 1990.
- Playboy's Wet & Wild Women Dezembro 1990.
- Playboy's Book of Lingerie Vol. 17 Janeiro 1991.
- Playboy's Girls of Summer '92 Junho 1992.
- Playboy's Book of Lingerie Vol. 26 Julho 1992.
- Playboy's Book of Lingerie Vol. 29 Janeiro 1993.
- Playboy's Bathing Beauties Abril 1993.
- Playboy's Book of Lingerie Vol. 31 May 1993.
- Playboy's Wet & Wild Women Julho 1993.
- Playboy's Blondes, Brunettes & Redheads Agosto 1993.
- Playboy's Video Playmates Agosto 1993.
- Playboy's Book of Lingerie Vol. 35 Jan. 1994.
- Playboy's Bathing Beauties March 1994 - pp. 14–15.
- Playboy's Girls of Summer '94 Junho 1994 - cover.
- Playboy's Book of Lingerie Vol. 38 Julho 1994.
- Playboy's Playmates at Play Julho 1994 - p. 3–5.
- Playboy's Book of Lingerie Vol. 39 Setembro 1994 - p. 22.
- Playboy's Wet & Wild Playmates Setembro 1994 - p. 46–47, 69.
- Playboy's Nudes Novembro 1994.
- Playboy's Book of Lingerie Vol. 41 Janeiro 1995.
- Playboy's Playmates in Bed Vol. 1 Janeiro 1995.
- Playboy's Bathing Beauties Março 1995.
- Playboy's Hot Denim Daze Maio 1995 - p. 17–19, 66-67.
- Playboy's Book of Lingerie Vol. 47 Janeiro 1996 - cover.
- Playboy's Sexy Swimsuits Fevereiro 1996 - p. 10, 17, 24-26, 28, 46, 50-51, 64-65, 72-73.
- Playboy's Book of Lingerie Vol. 53 Janeiro 1997.
- Playboy's Book of Lingerie Vol. 54 Março 1997.
- Playboy's 21 Playmates Vol. 2 April 1997.
- Playboy's Book of Lingerie Vol. 56 Julho 1997 - cover.
- Playboy's Book of Lingerie Vol. 59 Janeiro 1998 - cover, Mizuno, p. 66–69, 90.
- Playboy's Book of Lingerie Vol. 61 Maio 1998 - p. 10–11.
- Playboy's Playmate Tests November 1998.
- Playboy's Celebrating Centerfolds Vol. 1 Dez. 1998 - p. 14–15.
- Playboy's Book of Lingerie Vol. 65 January 1999 - p. 50–55.
- Playboy's Natural Beauties Vol. 1 Maio 1999.
- Playboy's Voluptuous Vixens Vol. 3 Out.1999.
- Playboy's Natural Beauties Vol. 2 Abril 2000.
- Playboy's Girls of Summer Maio 2000.
- Playboy's Book of Lingerie Vol. 74 July 2000 - p. 36–37.
- Playboy's Book of Lingerie Vol. 75 Setembro 2000.
- Playboy's Voluptuous Vixens Vol. 4 Out. 2000.
- Playboy's Book of Lingerie Vol. 77 Janeiro 2001 - p. 60–63.
- Playboy's Nude Playmates Abril 2001 - p. 34–35.
- Playboy's Book of Lingerie Vol. 84 Mar. 2002.
- Playboy's Nude Playmates Abril 2002 - p. 32–33.
- Playboy's Natural Beauties Vol. 5 Fevereiro 2003.
- Playboy's Sexy 100 Fevereiro 2003.
- Playboy's Nude Playmates Abril 2003 - pp. 74–77.
- Playboy's Blondes, Brunettes & Redheads Junho 2003.
- Playboy's Playmates in Bed Vol. 7 Novembro 2003 - pp. 26–33.